# Caspiobdella fadejewi
Caspiobdella fadejewi är en ringmaskart som först beskrevs av Selensky 1915.  Caspiobdella fadejewi ingår i släktet Caspiobdella och familjen fiskiglar. Inga underarter finns listade i Catalogue of Life.